# Javier Villarreal
Javier Alejandro Villarreal (Alta Gracia, Córdoba, 1 de marzo de 1979) es ex-futbolista argentino.

## Carrera
Villarreal inició su carrera profesional en 1996 en el club Talleres de la Primera "B" Nacional. En 1998, el club ascendió a la Primera División. En 1999 fue vendido al Club Atlético Belgrano, donde jugaría hasta el año 2000.
En el año 2000 se fue a España a jugar al Córdoba CF. Villarreal no jugó mucho en España, por lo que retornó a Argentina a jugar en Boca Juniors. Ganó varios títulos allí, incluyendo dos Copa Libertadores y una Copa Intercontinental. En el 2004 se unió al club Grasshoppers. Regresó a Argentina en el 2005 para jugar por Colón (a préstamo y luego sería adquirido por Racing Club).
En 2006 se incorporó al Libertad de Paraguay donde fue parte del equipo que ganó el Campeonato paraguayo de primera división. Ese mismo año defendió los colores de Banfield argentino. Posteriormente, a mediados de 2008, es adquirido por Cerro Porteño de Paraguay donde logró el título del Apertura 2009, además llegó a la Semifinal de la Copa Sudamericana en ese mismo año. En el 2010 fue Subcampeón del Apertura y Clausura del Fútbol Paraguayo. En el 2011 llegó hasta la Semifinal de la Copa Libertadores, fueron eliminados por el Santos de Brasil, que finalmente fue el campeón. Además fue vicecampeón pero jugando muy poco el Torneo Clausura 2011 debido a varias lesiones. 
En los primeros días de enero del 2012 el club estaba por ir a hacer la pretemporada en Ciudad del Este, y según rumores algunos dirigentes no quisieron que Villarreal vaya y no lo iban a poner en la lista de viajeros, sus compañeros y el entonces técnico Mario Grana se plantaron y dijeron que si no iba Villarreal no iba nadie. Villarreal viajó con el plantel para la pretemporada donde trabajó normalmente pero a la vuelta decidió rescindir su contrato con Cerro Porteño, alegando algunos problemas con dirigentes del club pero que se callaría para que no se metan con el club. La hinchada de Cerro Porteño agradeció mucho a Villarreal por los servicios prestados al club, además de una humildad y entrega admirable.
Dos días después de rescindir con Cerro Porteño, el Nacional lo contrata para que sea parte del equipo que jugaría la Libertadores y Apertura de ese año, el técnico de Nacional era Javier Torrente quien lo dirigió en Cerro Porteño entre el 2010/2011. Nacional quedó eliminado muy pronto de la Libertadores y en el Apertura había quedado lejos de los punteros por lo que Villarreal decide rescindir su contrato.
A mediados del año 2012 llega a un acuerdo con el club Talleres para intentar llevar al equipo a la B Nacional (2.ª división) de Argentina. En junio del 2013 salen campeones del Argentino A y logran el ascenso a la B Nacional, Villarreal siendo capitán y una pieza importantísima dentro del equipo Cordobés, convirtiéndose el Villita en el cuarto hombre de la historia que consigue dos ascensos con Talleres (32 partidos en 1997-98 y 31 en 2012-13), después de Omar Alberto Gauna (22 en 1994 y 5 en 1998), Diego Graieb (19 en 1994 y 4 en 1998) y José María Rozzi (9 en 1994 y 13 en 1998). En julio del año 2013 decide dar un paso al costado y retirarse del fútbol.

## Entrenador
Primero empezó siendo Gerente Deportivo de Talleres al dejar su carrera como jugador. En Talleres no le fue muy bien y terminó saliendo del club.
El 31 de mayo del 2015 empieza su carrera como entrenador y arregla con el Sport Colombia de la Segunda División de Paraguay. A principios del año 2016 asumió como entrenador del Deportivo Santaní de la Segunda División de Paraguay.
Fue entrenador en las inferiores de Nacional de Paraguay (sub-17, sub-18)
En julio de 2017 asumió como entrenador en las inferiores del Club Deportivo Capiata (sub-19). En abril de 2021 toma el puesto de coordinador del Club Deportivo Norte de Alta Gracia, su ciudad natal, y donde actualmente sus hijos forman parte del club. Al cargo lo asume luego de volver a su ciudad tras la pandemia de Coronavirus y por decisión propia.en 2023 firmó como DT de Granaderos de Córdoba, ubicado en la localidad de Las Varas.

## Clubes

### Como jugador
| Club          | País      | Año         |
| ------------- | --------- | ----------- |
| Talleres      | Argentina | 1996 – 1999 |
| Belgrano      | Argentina | 1999 – 2000 |
| Córdoba CF    | España    | 2000        |
| Boca Juniors  | Argentina | 2001 – 2004 |
| Grasshoppers  | Suiza     | 2004        |
| Colón         | Argentina | 2005        |
| Racing Club   | Argentina | 2005        |
| Libertad      | Paraguay  | 2006        |
| Banfield      | Argentina | 2007 – 2008 |
| Cerro Porteño | Paraguay  | 2008 – 2011 |
| Nacional      | Paraguay  | 2012        |
| Talleres      | Argentina | 2012 – 2013 |

### Como entrenador
| Club                  | País     | Año  |
| --------------------- | -------- | ---- |
| Sport Colombia        | Paraguay | 2015 |
| Deportivo Santaní     | Paraguay | 2016 |
| Nacional (Inferiores) | Paraguay | 2016 |

## Palmarés

### Campeonatos nacionales
| Título                       | Club          | País      | Año     |
| ---------------------------- | ------------- | --------- | ------- |
| B Nacional                   | Talleres      | Argentina | 1997/98 |
| Primera División             | Boca Juniors  | Argentina | A-2003  |
| Primera División de Paraguay | Club Libertad | Paraguay  | 2006    |
| Primera División de Paraguay | Cerro Porteño | Paraguay  | A-2009  |
| Argentino A                  | Talleres      | Argentina | 2012/13 |

### Copas internacionales
| Título                | Club         | Sede         | Año  |
| --------------------- | ------------ | ------------ | ---- |
| Copa Libertadores     | Boca Juniors | Buenos Aires | 2001 |
| Copa Libertadores     | Boca Juniors | São Paulo    | 2003 |
| Copa Intercontinental | Boca Juniors | Yokohama     | 2003 |